# Wipeout 64
Wipeout 64 és el tercer videojoc de la sèrie Wipeout i l'únic per a Nintendo 64. Al moment del seu llançament, els desenvolupadors de Psygnosis havien estat propietat durant 5 anys de Sony Computer Entertainment, en el maquinari dels quals han estat llançats en exclusiva els jocs subseqüents de la sèrie Wipeout.
Establert en 2098, just un any després de Wipeout 2097, Wipeout 64 va introduir diversos elements en la sèrie Wipeout: el control analògic va ser adoptat (gràcies a l'stick analògic de Nintendo 64), un mode multijugador a pantalla partida va fer aparició per primera vegada, igual que el Challenge Mode–on el jugador ha de completar un conjunt de desafiaments a les classes i pistes predefinides: aconseguint el millor temps (Time trial), la posició més alta (Race) o eliminant a la majoria dels contrincants (Weapon).

## Jugabilitat
La majoria dels aspectes del joc no diferien dels dos títols anteriors. Wipeout es basa en una configuració anti-gravetat futurista on els pilots competirien entre si o amb contrincants de la IA controlats per computadora per acabar en la posició més alta possible. La jugabilitat Wipeout s'inspira en els paral·lels de Fórmula 1; En lloc d'usar l'aerodinàmica per augmentar l'agarri de la roda per la força cap avall per a velocitats de gir més ràpides, Wipeout utilitza un mètode fictici de frenat per aire per aconseguir una força de gir encara major.
Wipeout 64 ofereix la majoria de les mateixes funcions que Wipeout 2097, juntament amb noves armes úniques per a cada equip. Les noves addicions a la interfície d'armes inclouen la capacitat de disparar tres coets alhora i míssils de bloqueig posterior. Les armes que tornen inclouen els míssils guiats, les metralladores i els perns de plasma. Exclusiu de Wipeout 64 és un potenciador d'armes desbloquejable anomenat "Cicló" que li permet al jugador enfortir el poder de les seves armes. També està la inclusió d'un comptador d'eliminació que mesura quants oponents van ser eliminats en una carrera pel jugador. Això va aplanar el camí per a la manera Eliminator introduït en Wipeout 3.
Wipeout 64 també va presentar la manera multijugador de pantalla dividida per primera vegada, així com una nova addició anomenada 'Manera Desafio'. La manera de desafiament és on el jugador ha de completar conjunts de desafiaments en classes i pistes predefinides ja sigui per obtenir el temps més ràpid en una contrarellotge, la classificació més alta en una carrera, o eliminar a la majoria dels contrincants a través d'un 'combat a mort' basat en armament.
La majoria de les pistes en Wipeout 64 compten amb dissenys duplicats de circuits de pistes seleccionades en Wipeout i Wipeout XL, establertes en diferents ubicacions. Algunes conversions no són perfectament precises, ja que algunes cantonades es van suavitzar o van tallar per complet, es van canviar les elevacions i no va haver-hi seccions de pista dividides.

## Desenvolupament
Igual que amb tots els jocs de la sèrie, Wipeout 64 va ser desenvolupat pel desenvolupador de Liverpudlian, Psygnosis i publicat per Midway Games, la qual cosa marca la primera i única vegada en la sèrie de Wipeout on un dels jocs no va ser publicat per Psygnosis o SCE Studio Liverpool (el seu nom futur). El joc és un dels pocs títols de N64 que tenen temps de càrrega notables, disfressats per la sol·licitud "Per favor, esperi". Els temps de càrrega entre nivells en Wipeout 64 duren aproximadament uns segons a causa de la necessitat de descompressió del so, segons Psygnosis en una entrevista posterior amb IGN. Psygnosis va usar la vareta analògica de Nintendo 64 per al seu benefici; cosa que fa que el D-Pad quedi obsolet perquè les naus puguin respondre de forma ràpida i més precisa quant a la millora dels jocs més antics.

### Àudio
Malgrat la capacitat limitada d'un cartutx de joc, Wipeout 64 va aconseguir encaixar nou pistes de música, en la seva majoria dels compositors Rob Lord i Mark Bandola (acreditat com a "PC MUSIC" en el joc), amb pistes addicionals de Fluke i Propellerheads. A diferència dels seus dos predecessors, l'equip de música intern de Psygnosis, CoLD SToRAGE, no va produir música per a aquest joc, encara que les obres de CoLD SToRAGE apareixen en els futurs jocs de Wipeout.
Els anunciadors de la carrera superen a Wipeouts i Wipeout 3 fent que una veu masculina declari quines armes són a punt d'usar-se contra el jugador; una veu femenina dona la benvinguda als jugadors als cursos i anuncia els esdeveniments en la carrera i el resultat.

## Rebuda
El joc va rebre crítiques mixtes entre elogis i crítiques considerables dels crítics. El joc va rebre una puntuació global de 84/100 de Metacritic. Els revisors van quedar impressionats amb la innovació i la complexitat que oferia el joc; En la seva majoria, afirmava que Wipeout 64 tenia "tot el que necessita un corredor futurista, una gran varietat de pistes, embarcacions ben dissenyades, armes, nombroses maneres de joc i velocitat".
Els gràfics van ser ben rebuts de la crítica. IGN va comentar que Wipeout 64 era un joc superior per a F-Zero X. IGN va elogiar el joc en els seus gràfics, dient en el veredicte que les imatges "són absolutament belles" i que la banda sonora i els efectes de so del joc eren "top-osca", i que incloïa àudio de realç net i excel·lents sorolls de "raspat". Malgrat els elogis considerables, Joe Fielder, de GameSpot, va comentar en forma negativa que els gràfics en Wipeout 64 no complien amb el parell establert per Wipeout 2097 que es va llançar per PlayStation dos anys abans. Fielder va notar, no obstant això, que la nova manera multijugador va ser el principal avanç del joc sobre els títols anteriors.
La majoria de les revisions van comparar el joc amb F-Zero X, que es va llançar un mes abans, amb la suposició general que el propi pilot futurista de Nintendo oferia més pistes i carreres, però Wipeout 64 contenia una atmosfera i un disseny de pistes superiors. GameSpot li va donar al joc una puntuació més baixa de 6.9 sobre 10, la qual cosa indica que "WipeOut 64 no és horrible, simplement de vegades se sent com el primer esforç del desenvolupador per al sistema, la qual cosa és cert". "Sayewonn" de Gaming Age li va donar a Wipeout 64 8 de cada 10 estels, elogiant les seves noves innovacions, especialment el seu control analògic, i va dir que "l'adaptació dels controls analògics va ser la major millora en els jocs de carreres realitzats i Wipeout 64 ho demostra meravellosament". Sayewonn també va notar que el joc encara tenia una "corba d'aprenentatge", i va dir que "no és tan brutal com el primer joc, però definitivament és més difícil que el XL molt més fàcil". No obstant això, malgrat ser un complement de Wipeout 64, tant GameSpot com Gaming Age van recomanar comprar F-Zero X en el seu lloc.
L'opinió està dividida sobre si Wipeout 64 simplement combina els punts positius dels dos jocs anteriors, o és prou diferent com per ser considerat una seqüela per dret propi. Els elements elogiats inclouen gràfics "més bonics" i "més graciosos" en comparació de F-Zero X. Les finestres emergents i una velocitat de fotogrames lenta s'esmenten repetidament com a problemes, però solament quan la pantalla es divideix fins a tres o quatre vegades en la manera multijugador.